# Kokošje proso
Kokošje proso (koštan; lat. Echinochloa), kozmopolitski biljni rod iz porodice trava rasprostranjen po svim kontinentima. Na popisu je 43 vrste, od kojih u Hrvatskoj postoje dvije, zbiti koštan ili lažno proso i veliki koštan ili japansko proso.

## Vrste
1. Echinochloa brevipedicellata (Peter) Clayton
2. Echinochloa callopus (Pilg.) Clayton
3. Echinochloa caudata Roshev.
4. Echinochloa chacoensis P.W.Michael ex Renvoize
5. Echinochloa colona (L.) Link
6. Echinochloa crus-galli (L.) P.Beauv.
7. Echinochloa crus-pavonis (Kunth) Schult.
8. Echinochloa elliptica P.W.Michael & Vickery
9. Echinochloa esculenta (A.Braun) H.Scholz
10. Echinochloa frumentacea (Roxb.) Link
11. Echinochloa glabrescens Kossenko
12. Echinochloa haploclada (Stapf) Stapf
13. Echinochloa helodes (Hack. ex Stuck.) Parodi
14. Echinochloa holciformis (Kunth) Chase
15. Echinochloa holubii (Stapf) Stapf
16. Echinochloa hubbardii (A.Camus) Voronts.
17. Echinochloa inundata Michael & Vickery
18. Echinochloa jaliscana McVaugh
19. Echinochloa jubata Stapf
20. Echinochloa kimberleyensis P.W.Michael & Vickery
21. Echinochloa lacunaria (F.Muell.) Michael & Vick.
22. Echinochloa leandriana (Bosser) Voronts.
23. Echinochloa macrandra P.W.Michael & Vickery
24. Echinochloa madagascariensis Mez
25. Echinochloa muricata (P.Beauv.) Fernald
26. Echinochloa obtusiflora Stapf
27. Echinochloa oplismenoides (E.Fourn.) Hitchc.
28. Echinochloa oryzicola (Vasinger) Vasinger
29. Echinochloa oryzoides (Ard.) Fritsch
30. Echinochloa paludigena Wiegand
31. Echinochloa picta (Koenig) P.W.Michael
32. Echinochloa pithopus Clayton
33. Echinochloa polystachya (Kunth) Hitchc.
34. Echinochloa praestans P.W.Michael
35. Echinochloa pyramidalis (Lam.) Hitchc. & Chase
36. Echinochloa rotundiflora Clayton
37. Echinochloa serpens (Kunth) Voronts.
38. Echinochloa stagnina (Retz.) P.Beauv.
39. Echinochloa telmatophila Michael & Vickery
40. Echinochloa turneriana (Domin) J.M.Black
41. Echinochloa tzvelevii Mosyakin ex Mavrodiev & H.Scholz
42. Echinochloa ugandensis Snowden & C.E.Hubb.
43. Echinochloa walteri (Pursh) A.Heller